# (30299) Shashkishore
(30299) Shashkishore est un astéroïde de la ceinture principale d'astéroïdes.

## Description
(30299) Shashkishore est un astéroïde de la ceinture principale d'astéroïdes. Il fut découvert le 29 avril 2000 à Socorro (Nouveau-Mexique) par le projet LINEAR. Il présente une orbite caractérisée par un demi-grand axe de 2,25 UA, une excentricité de 0,19 et une inclinaison de 3,0° par rapport à l'écliptique.

## Compléments